# Hội nghị thượng đỉnh Liên Triều tháng 9 năm 2018
Hội nghị thượng đỉnh Liên Triều tháng 9 năm 2018 sẽ là hội nghị thượng đỉnh Liên Triều thứ ba vào năm 2018 giữa lãnh đạo hai miền.
Vào ngày 13 tháng 8, Nhà Xanh thông báo rằng Tổng thống Hàn Quốc Moon Jae-in dự định sẽ tham dự hội nghị thượng đỉnh liên Triều Tiên thứ ba với lãnh đạo Cộng hòa Dân chủ Nhân dân Triều Tiên Kim Jong-un tại Bình Nhưỡng vào tháng 9 như mong đợi. Chương trình nghị sự sẽ tìm ra chiến lược đột phá trong các cuộc đàm phán bị cản trở với Hoa Kỳ và giải pháp cho việc giải trừ vũ khí hạt nhân trên bán đảo Triều Tiên. Hội nghị sẽ được tổ chức trong ba ngày từ ngày 18 tháng 9 đến ngày 20 tháng 9.

## Tổng quan
Đây cũng sẽ là hội nghị thượng đỉnh liên Triều Tiên thứ năm sau Chiến tranh Triều Tiên 1950–1953. Triều Tiên hiện đang kêu gọi hợp tác kinh tế và kết quả từ Hàn Quốc tại hội nghị thượng đỉnh liên Triều Tiên sắp tới vào tháng 9. Phương tiện truyền thông nhà nước của Triều Tiên đã công bố thỏa thuận giữ hội nghị thượng đỉnh liên Triều Tiên tiếp theo ở Bình Nhưỡng.

## Diễn biến
Người ta đã công bố vào ngày 31 tháng 8 rằng Tổng thống Hàn Quốc Moon Jae-In sẽ gửi một phái đoàn đặc biệt đến Triều Tiên vào ngày 5 tháng 9 để tổ chức nhiều cuộc đàm phán hạt nhân và thiết lập ngày cho hội nghị thượng đỉnh. Vào ngày 5 tháng 9 năm 2018, Cố vấn An ninh Quốc gia Hàn Quốc Chung Eui-yong, Giám đốc Cục Tình báo Quốc gia Suh Hoon và các đại biểu khác đã đến Triều Tiên để tổ chức một cuộc họp với Kim Jong-un, nơi họ sắp xếp hội nghị thượng đỉnh và giúp giải cứu ngoại giao hạt nhân bị trì trệ giữa Hoa Kỳ và CHDCND Triều Tiên. Sau đó người ta đã thông báo rằng hội nghị thượng đỉnh ba ngày sẽ diễn ra từ ngày 18 tháng 9 đến ngày 20 tháng 9. Các quan chức Hàn Quốc đã nhấn mạnh rằng Kim Jong-un đã thiết lập một lịch trình phi hạt nhân hóa được đề xuất và đang làm việc với Trump để đạt được mục tiêu này.

## Phản ứng
Hãng thông tấn Trung Quốc Tân Hoa xã đã chúc mừng quyết định tổ chức hội nghị thượng đỉnh các nhà lãnh đạo liên Triều Quốc tiếp theo tại Bình Nhưỡng. Tân Hoa Xã bày tỏ rằng Hoa Kỳ đã có một tác động quan trọng đối với "vấn đề bán đảo Triều Tiên" và yêu cầu Washington đóng một vai trò năng động hơn trong các vấn đề khu vực. Tân Hoa Xã cũng đã nhìn nhận một cách tiêu cực chính sách Triều Tiên của Hoa Kỳ với "áp lực tối đa" mặc dù Bình Nhưỡng đã nỗ lực "đóng cửa" địa điểm thử nghiệm hạt nhân hàng đầu Punggye-ri, bàn giao di hài cốt các binh sĩ Mỹ từ chiến tranh Triều Tiên, và thúc đẩy đàm phán giữa CHDCND Triều Tiên và Hàn Quốc.